# Kangallı
Kangallı ist ein Dorf (Köy) im Landkreis Pülümür der türkischen Provinz Tunceli. Im Jahr 2011 lebten in Kangallı 28 Menschen. Der frühere Ortsname lautete Murdafan.
Das Dorf gehört zum Bucak Kırmızıköprü und liegt ca. 10 km südöstlich der Kreisstadt Pülümür auf einer Höhe von 1550 m über dem Meeresspiegel.